# 24時制
| 24時制 | 12時制                    |
| ------ | ------------------------- |
| 00:00  | 午前0時                   |
| 01:00  | 午前1時                   |
| 02:00  | 午前2時                   |
| 03:00  | 午前3時                   |
| 04:00  | 午前4時                   |
| 05:00  | 午前5時                   |
| 06:00  | 午前6時                   |
| 07:00  | 午前7時                   |
| 08:00  | 午前8時                   |
| 09:00  | 午前9時                   |
| 10:00  | 午前10時                  |
| 11:00  | 午前11時                  |
| 12:00  | 午前12時 =午後0時（正午） |
| 13:00  | 午後1時                   |
| 14:00  | 午後2時                   |
| 15:00  | 午後3時                   |
| 16:00  | 午後4時                   |
| 17:00  | 午後5時                   |
| 18:00  | 午後6時                   |
| 19:00  | 午後7時                   |
| 20:00  | 午後8時                   |
| 21:00  | 午後9時                   |
| 22:00  | 午後10時                  |
| 23:00  | 午後11時                  |
| 24:00  | 午後12時 =午前0時（正子） |

24時制
24時制（口語では12時制）
どちらも一般的に使用されている
12時制

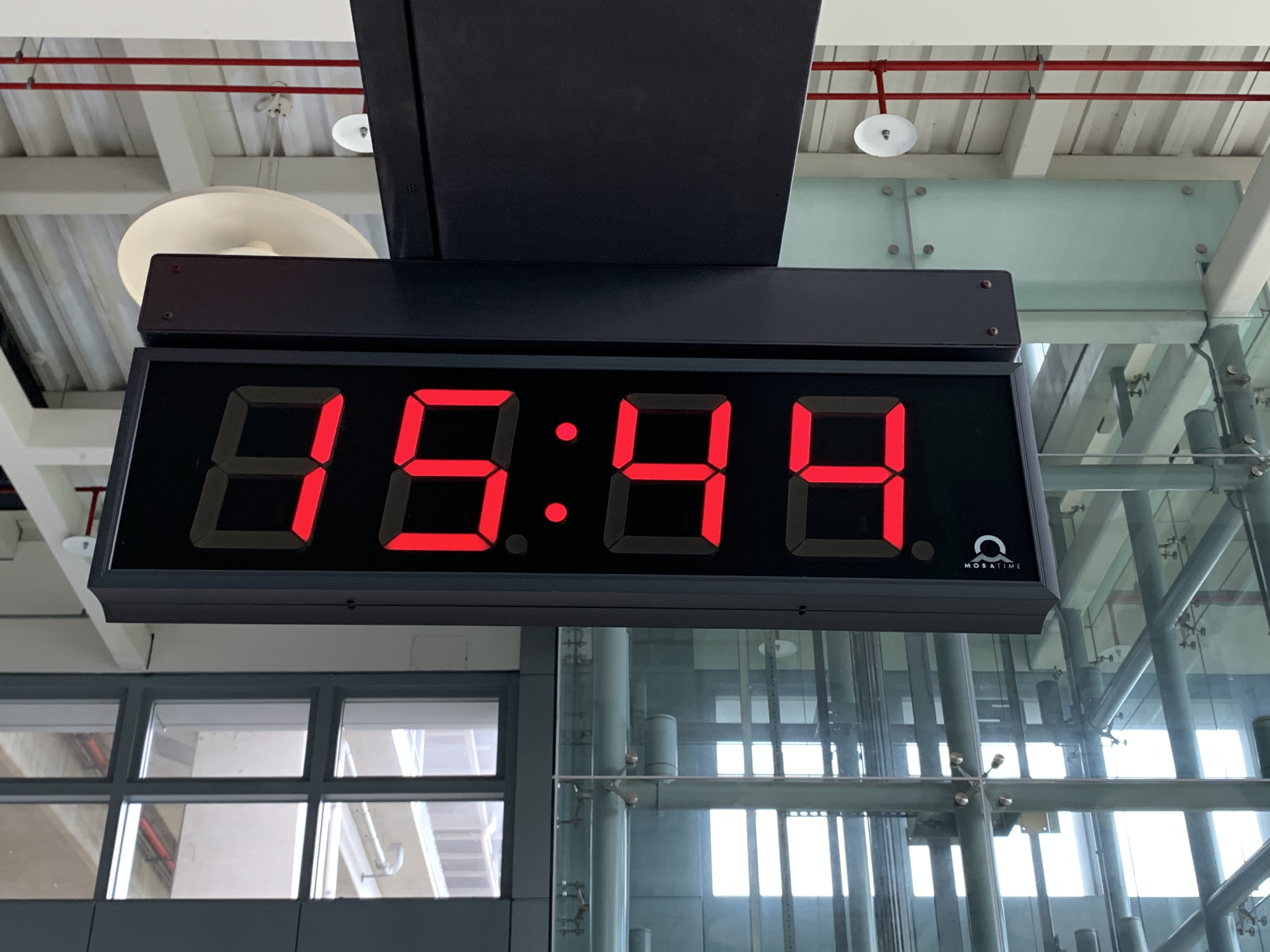
24-hour digital clock in Miaoli HSR station.

24時制（にじゅうよじせい）は、時刻表示の方法の一種である。正子にあたる午前0時から翌日の午前0時までの時刻を、午前0時から経過した時間（0 - 23）で表現する。航空や鉄道などの交通機関・医療・放送・報道など、時刻認識の錯誤に起因する事故のおそれがある業種では、24時制を用いるのが普通である。日常で12時制を用いる地域では24時制を「軍事時間｣と呼ぶことも多い。

## 表記

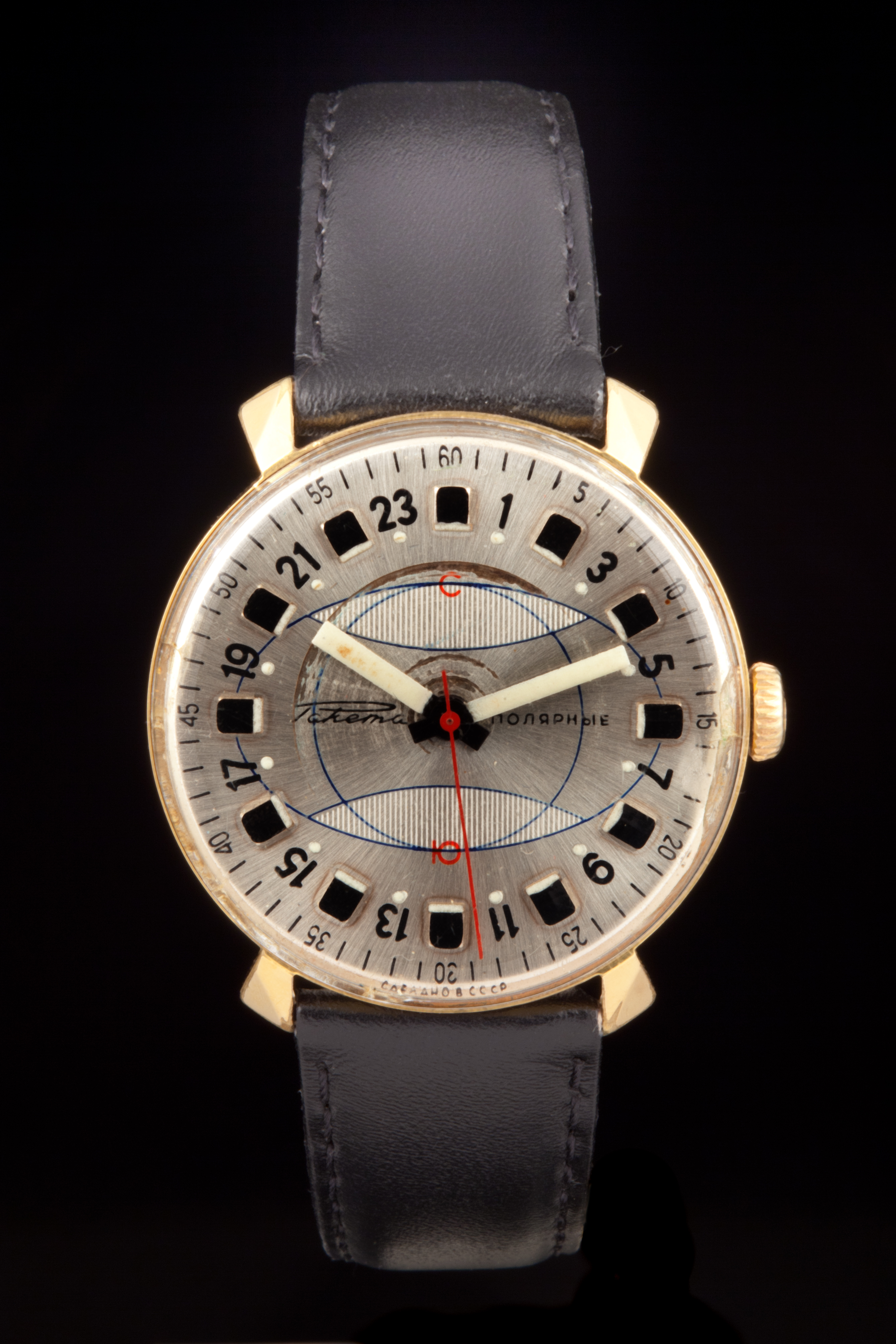
1969年に誕生した、南極探索のためのロシアの24時間時計。ソビエトの時計会社ラケタによってつくられた。南極では白夜や極夜があるので、12時制より24時制が適している。(写真の時刻は20時11分29秒)

hh:mm（例：16:03=16時03分）やhh:mm:ss（例：16:53:27=16時53分27秒）のような形式で表記する。hhの部分には00から23までの数が入り、午前0時から経過した時間を表す。

### 00:00と24:00
24時間表記で、1日の始まりは00:00である。1日の終わりは、23:59:00の60秒後であり、この時刻を表現するために便宜上24:00という表記を用いることがある。ある日の24:00は、その翌日の00:00と同時刻である。
期間の終わりを時刻で表す場合に24:00の表記が用いられることがある。たとえば営業時間が深夜に終了する場合に07:00 - 24:00のように書くのである。鉄道の時刻表では出発時刻の場合に00:00、到着時刻の場合に24:00として午前0時を書き分けるものがある。法律上の契約で期間を表す場合、日付で表された期間の終了を明示的に表現すると、終了日の24:00ということになる。
24時間表記では、00:00と24:00を使い分けることで一日の始点と終点を区別することができ、このような表記を持たない12時間表記よりは明確に表すことができる。しかしながら、24時間表記であっても、曖昧さを排除するために24:00を避け、午前0時付近の時刻に23:59や00:01を用いるようにする場合もある。スタイルガイドや軍隊の通信規約でそのような用法を推奨する例もみられ、たとえばアメリカ海軍やアメリカ海兵隊の通信マニュアルは、0001から2400までの24時間表記を用いている。

### 24:00以降の時刻

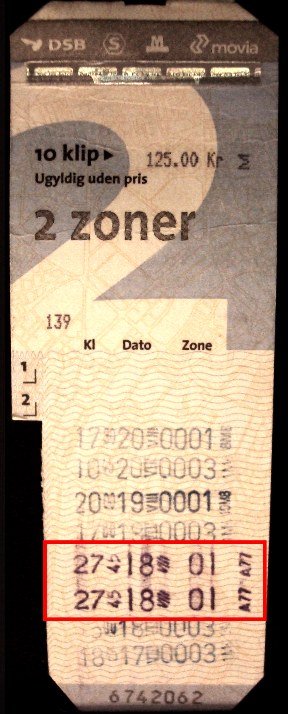
30時間制（27:45）を使用しているデンマークのクリップカードチケット

深夜の午前1時・2時を、（前日の日付とともに）25時・26時のように表記する例もある。このような24時を超える時刻の表記は、日付を記さずに時刻のみを表記しても錯誤を排除して特定の時点を表現することができ、日付をまたいで稼働する放送、報道、運輸などの業界で広く用いられる。

## コンピュータでの時刻表記
コンピュータや工業での時刻表記の規格であるISO 8601とJIS X 0301（日付及び時刻の表記）は、24時制を採用している。
多くの場合に備え、コンピュータはその工場出荷時には時刻を24時間制で表示する（ドイツ語やフランス語・南部ソト語なども同様）。それは、使用地域における標準的かつ最も正式な表現であるが、もっとも、Microsoft WindowsやmacOSでは言語と地域の設定によっては12時間表記が標準の場合もある（アメリカ英語など）。テキストによるインタフェースでは24時制がよく用いられ、たとえばUNIXのlsの時刻表記は24時間制が初期設定である。

## 軍事時間
カナダの英語圏とアメリカでは、24時制は「軍事時間（military time）」と呼ばれる。これらの地域では、日常ではほとんど12時制のみが用いられており、24時制は、軍事・航空・航海・観光・気象・天文・コンピュータ・ロジスティクス・緊急サービス・医療などの、12時制が非常に不便で、能率が悪く、危険だとみなされる専門分野においてだけ用いられる。
軍隊での24時制の使用法は、アメリカや、英語が使われている同盟国の軍隊の間で承認されているように、幾つかの点において他の24時制とは異なる。
- 時刻を表記するとき、時間と分を区切る記号が用いられず、時間帯（タイムゾーン）を示す文字が付け加えられる（例「0340Z」）。
- 先頭のゼロは、常に省略されずに表記され、音声表現もされる。例えば、5:43は、"five forty-three"または"five four three"ではなく、"zero five forty-three"または"zero five four three"と音声表現される（前者がより一般的であり、後者は軍隊向けのラジオで用いられる）。
- NATOフォネティックコード（通話表の一つ）に基づく文字が、軍隊の時間帯用の文字として割り振られる。例えば、アメリカ東部の時間帯における（GMT-5）午前6時は、「0600R」と表記され、"zero six hundred Romeo"と音声表現される。
- 地方時（ローカルタイム）は、時間帯Jまたはゾーン・ジュリエットとして識別される。「1200J」は地方時の正午である。"twelve hundred Juliett"と音声表現される。
- グリニッジ標準時（または協定世界時）は時間帯Zとして識別し、"Zulu time"と音声表現される。
- 時間の単位は常に「百」であり、決して「千」にはならない。つまり、1000は"ten hundred"であり、"one thousand"ではない。2000は"twenty hundred"である。

### 日本での軍事時間
軍事時間は日本でも大日本帝国陸軍・大日本帝国海軍の発足とともに採用された。
読み方としては漢数字の訓読みを使う。記述に漢数字を使うことも多い。
- 例えば「11:58」は「ヒト ヒト ゴー ハチ」となる。
- ゼロは「零」ではなく「〇」が使われる。「マル」と読む。例えば「18:30」は「ヒト ハチ サン マル」となる。
- 常に4桁を読み上げる。例えば「7:13」は先頭を「0」として「マル ナナ ヒト サン」となる。
- 「2」については、陸軍は「ニー」、海軍は「フタ」を使った。例えば「12:32」は陸軍式だと「ヒト ニー サン ニー」となり、海軍式だと「ヒト フタ サン フタ」となる。なお、太平洋戦争後において軍は解体されたが、海軍は海上掃海隊の一部が解散されず保安庁警備隊に引き継がれたこともあって、現在の自衛隊では海上自衛隊のみならず陸上自衛隊・航空自衛隊においても旧海軍式が使われている。

## 歴史

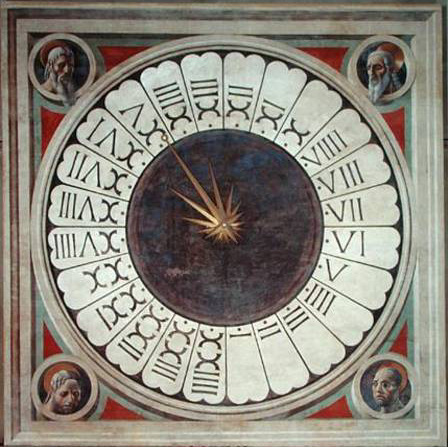
パオロ・ウッチェロのFace with Four Prophets/Evangelists（1443年）。サンタ・マリア・デル・フィオーレ大聖堂にある。

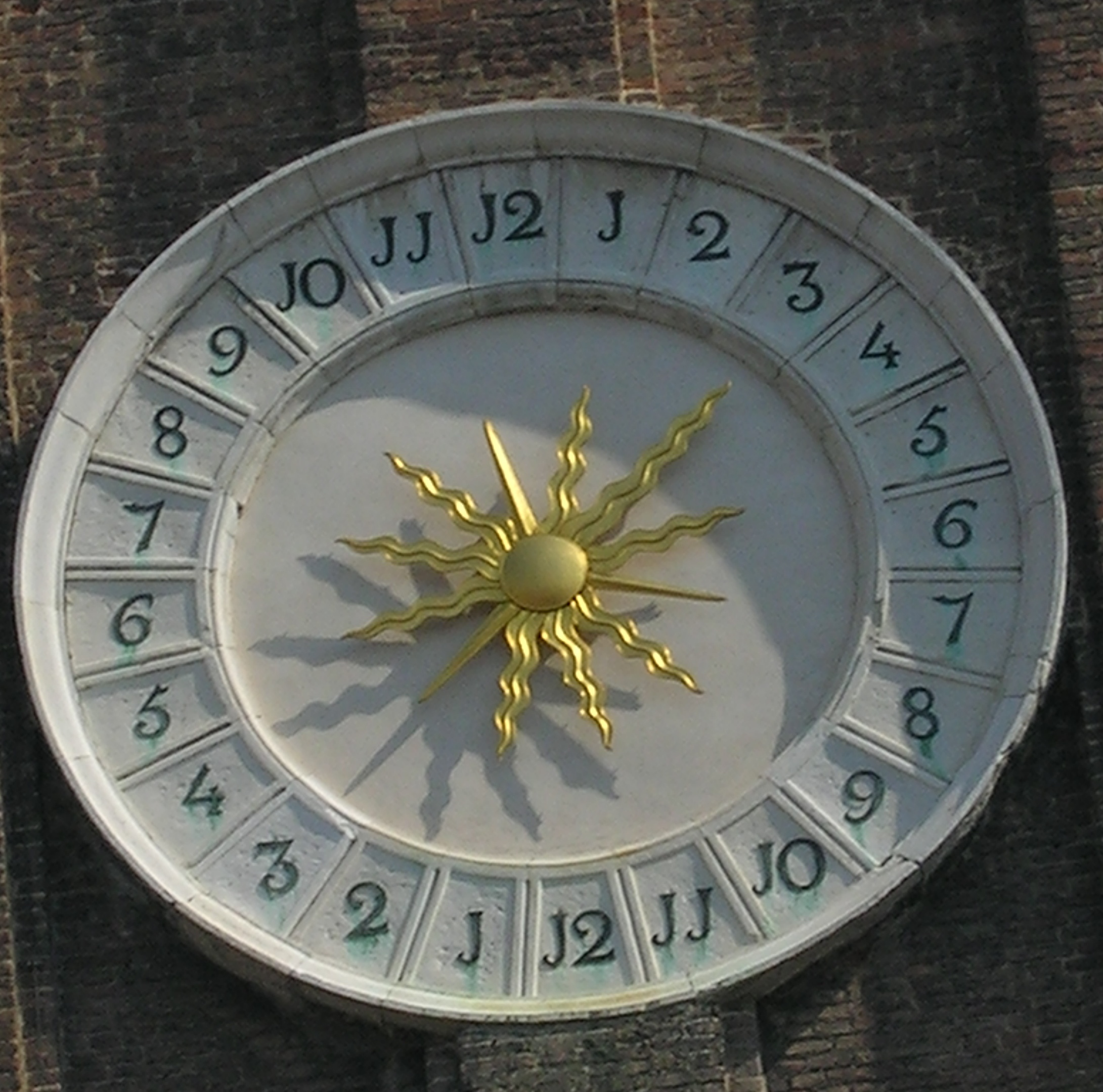
ヴェネツィアの24時間時計。1から12が2回ずつ登場する。

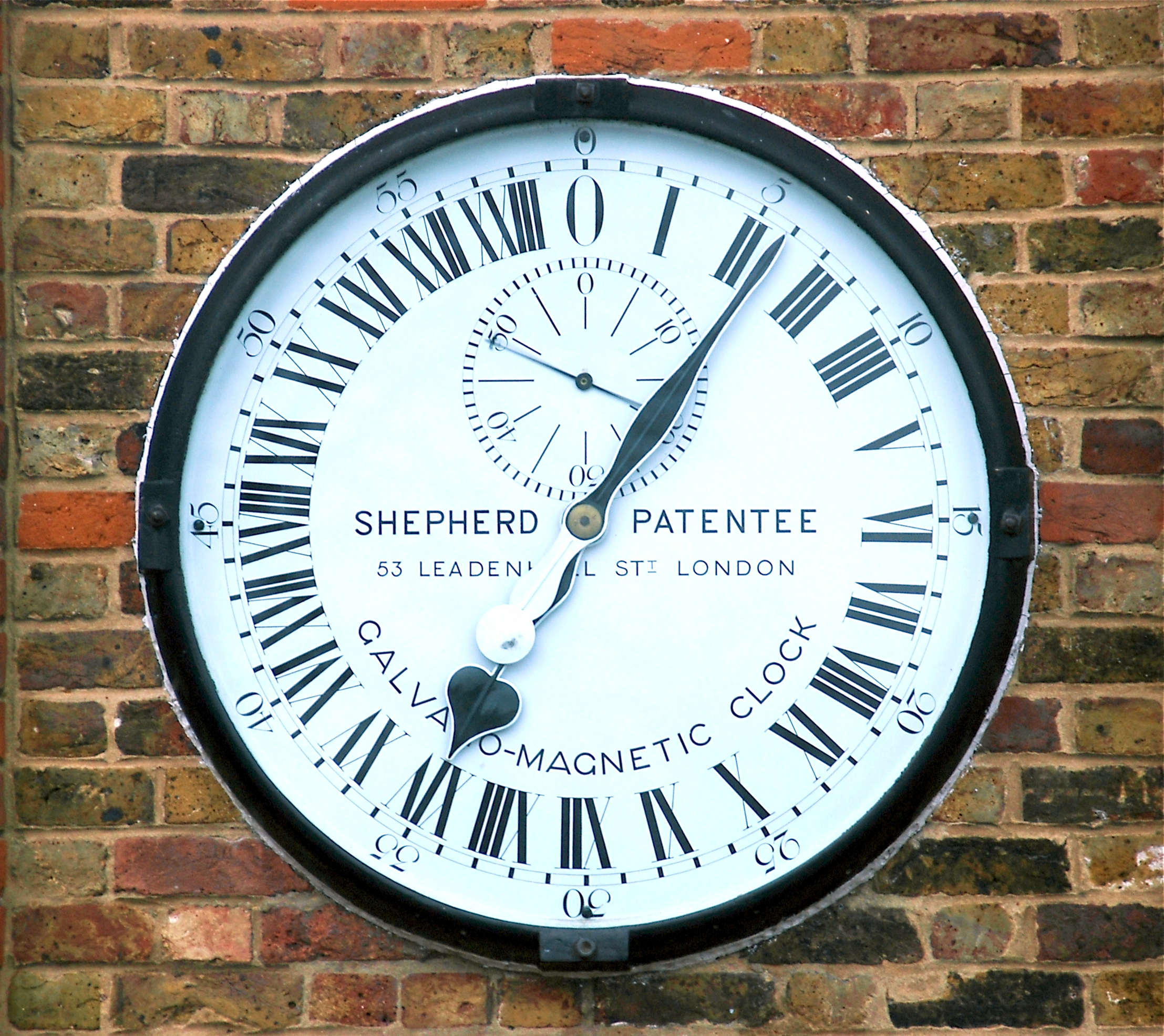
グリニッジにあるシェパードゲートクロック。ローマ数字で表記されていて、最大の数はXXIII（23と0がミッドナイトを示す）

24時制の起源は、エジプトの天文学のシステム「デカンズ」まで遡り、科学者、天文学者、航海士、そして時計師によって、何世紀にもわたって用いられてきた。有名なプラハの天文時計や、グリニッジのシェパードゲートクロックを含め、24時間表記を使用している時計は多く残っている。
1884年の国際子午線会議において、ルイス・M・ラザファードは、現在の24時制の基になるような内容を提唱し、その決議は会議で採用された。
1886年のロンドンタイムズの報告によると、24時制は、カナダ太平洋鉄道の列車で使われていた。
24時制を最も早く導入した国はイタリアで、1893年に導入した。他のヨーロッパ諸国では、フランスが1912年（フランス軍は1909年に導入）、デンマークは1916年、そしてギリシャは1917年に導入した。1920年までには、スペイン、ポルトガル、ベルギー、スイスが導入し、トルコは1925年、ドイツは1927年に導入した。1920年代初頭までには、ラテンアメリカの多くの国も24時制を導入した。インドには、戦争勃発前に24時制を導入した鉄道もあった。
第一次世界大戦の間、イギリス海軍は1915年に24時制を採用し、その後すぐに同盟国の軍隊も後に続いた。イギリス陸軍は1918年に採用に至った。カナダ軍が最初に24時制を導入したのは、1917年終盤であった。1920年に、アメリカ海軍は、アメリカ組織で初めて24時制を導入した。しかしアメリカ陸軍は、 第二次世界大戦中の1942年7月2日まで、公式には24時制を採用しなかった。

### イギリス
イギリスでは、24時制を公式な制度にしようとする試みが複数回失敗しているが、日常生活における24時制の使用は20世紀初頭から着実に普及している。1934年には、BBCは、放送でのアナウンスと番組表のために、24時制に切り替えた。大衆が24時制を熱望したわけではなかったので、この試みは5か月後には終了し、再び12時制が用いられるようになった。同じ年に、アメリカの航空会社パンアメリカン航空とウエスタン・パシフィック航空は、ともに24時制を採用した。現在では、BBCは多くの場面で24時制を使用している。
イギリス国鉄とロンドン交通局は、1964年に24時制を用いた時刻表に切り替えた。
2005年、BBCはテレビの天気予報において、グラフィック改定後の数か月間、12時間表記を用いていたが、視聴者からの批判を受け、24時間表記に改められた。

### 日本

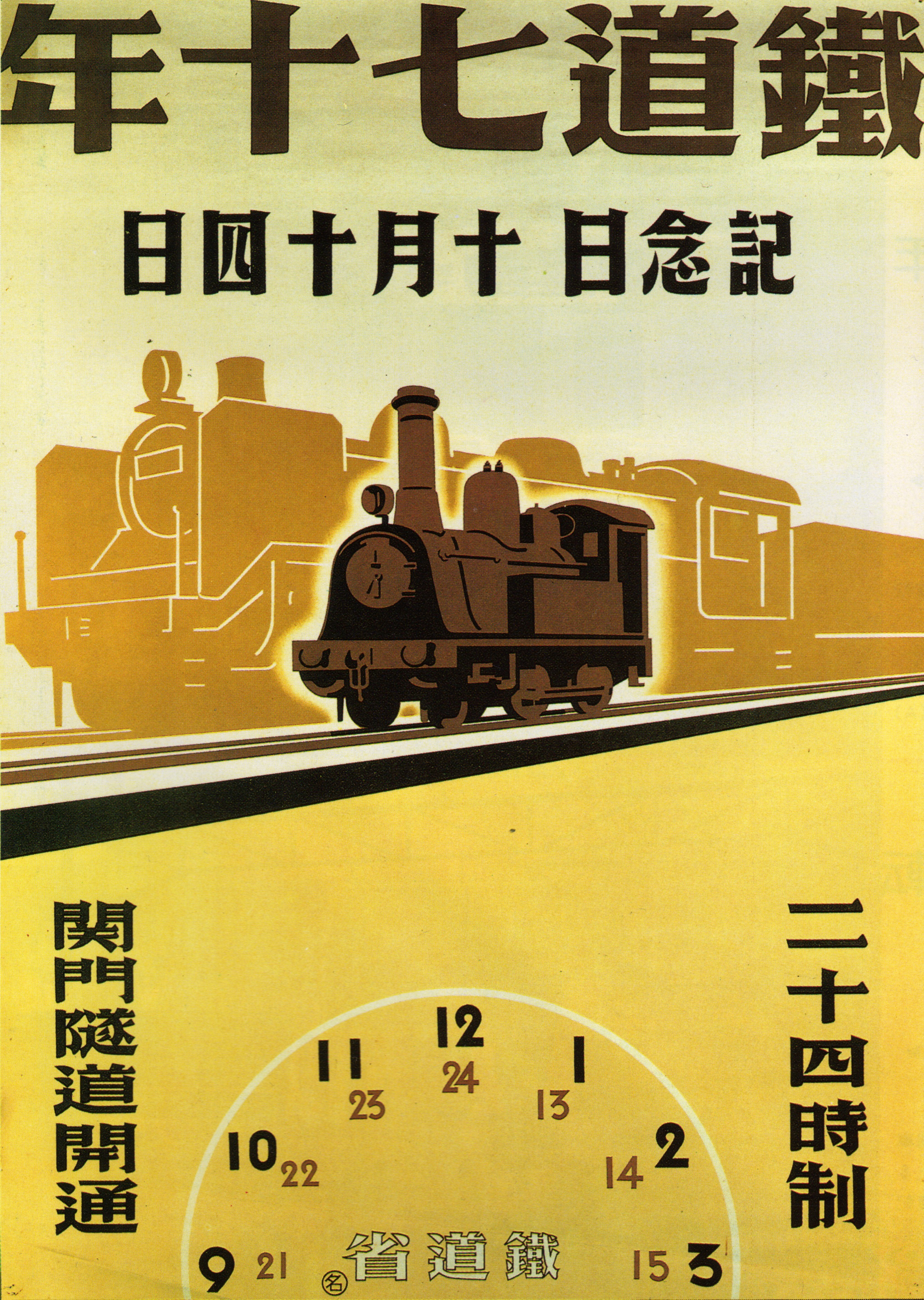
鉄道省のポスター（1942年）

日本では、従来の気象・天文分野に加えて、1894年（明治27年）の日清戦争の頃から陸海軍において24時制が使用されたが、日常生活では当時のヨーロッパから輸入された時計とともに12時制が普及した。
1942年（昭和17年）10月11日、鉄道省が国有鉄道に24時制を導入したことで、一般大衆に24時制を広く知らしめるきっかけになった。24時制の導入を決定した理由としては、午前と午後の誤認による間違いが起こらないこと。時刻表記の字数が減るため、時刻表の印刷や筆記、電信による伝達が簡便になること。1日の間の時間の計算が簡単になること。ヨーロッパ諸国の鉄道で広く使われていたこと。既に24時制を採用している陸海軍と連絡する上で都合が良いことが挙がった。